# San Diego Football Club
Maillots
Actualités
Dernière mise à jour : 14 avril 2025.
Le San Diego Football Club ou seulement San Diego FC, est une franchise de soccer professionnel américain basée à San Diego, au sud de la Californie. Le club participe à la Conférence Ouest de la Major League Soccer (MLS) à partir de l'édition 2025,.

## Histoire
Le 18 mai 2023, la MLS annonce lors d'un évènement au Snapdragon Stadium que l'extension du championnat avait été remportée par une équipe de San Diego. Selon les médias, environ 500 millions de dollars auraient été dépensés pour gagner l'enchère,. En une journée, 5 000 abonnements pour la saison 2025 auraient été vendus. Le nom, les couleurs et le logo sont dévoilés le 20 octobre 2023.
En décembre 2023, le gardien Duran Ferree (en) est la première recrue du club, et est prêté à Orange County pour la saison 2024. En juin 2024, l'ailier droit Hirving Lozano est annoncé comme recruté par le club et devient la première star du club. Il est d'abord prêté au PSV et reviendra jouer en MLS en 2025. Le club fait ses débuts en MLS à l'édition 2025, devenant ainsi la quatrième franchise californienne dans la compétition.
Le 24 février 2025, San Diego dispute son premier match officiel contre le Galaxy de Los Angeles en MLS, rencontre qui se termine par une victoire sur le score de 2 à 0 grâce à un doublé d'Anders Dreyer.

## Image et identité
Les deux seules couleurs officielles du club sont le chrome et l'azur, qui sont entourée d'un dégradé de bleu, de rouge, d'orange et de jaune sur le blason. Au centre, 18 lignes entrecoupées représentent les 18 villes du comté de San Diego.

### Équipementiers et sponsors
| Période | Équipementier | Sponsor maillot principal |
| ------- | ------------- | ------------------------- |
| 2025 –  | Adidas        | DirecTV                   |

## Stade

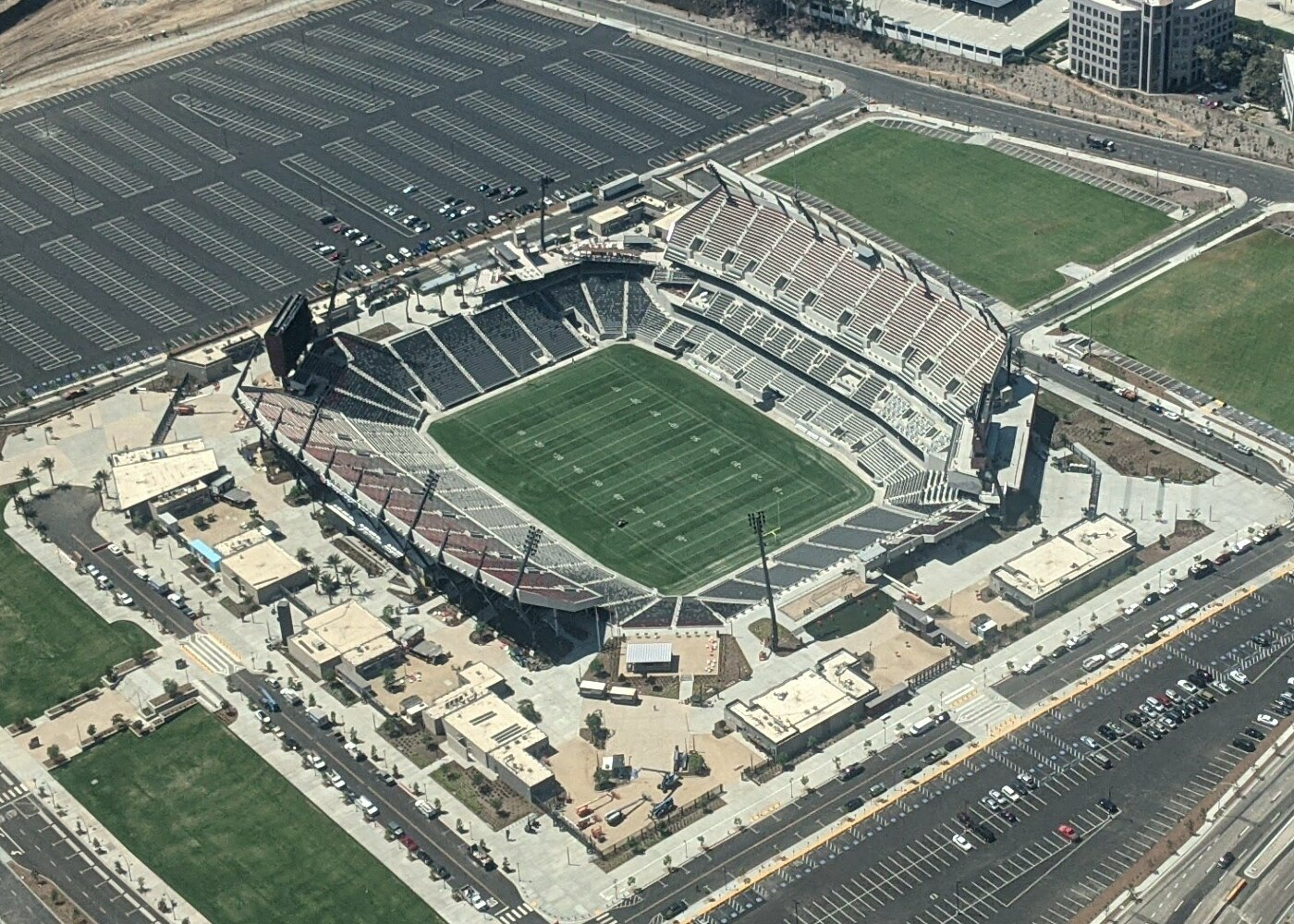
Vue aérienne du Snapdragon Stadium.

Le San Diego FC dispute ses matchs à domicile au Snapdragon Stadium, une enceinte de 35 000 places construite en 2022 sur le site de l'ancien San Diego Stadium. Le stade est situé dans le campus de l'Université de San Diego et était jusque là pour les matchs de football américain des Aztecs de San Diego State. C'est également le domicile du club de football féminin du Wave de San Diego et du Legion de San Diego en rugby.

## Joueurs et personnalités du club

### Entraîneurs
| Rang | Entraîneur       | Nationalité | Début             | Fin      | Matchs | Victoires | Nuls | Défaites | % victoires | Palmarès |
| ---- | ---------------- | ----------- | ----------------- | -------- | ------ | --------- | ---- | -------- | ----------- | -------- |
| 1    | Mikey Varas (en) | États-Unis  | 16 septembre 2024 | En poste | 17     | 9         | 3    | 5        | 53          |          |